# Invazija (muzička grupa)
Invazija je hard rok bend iz Valjeva. Počeci benda datiraju još od 15. septembra 1986. godine i u originalnom sastavu su bili Milomir Mišković (vokal), Željko Vukovic Pika (gitara), Željko Lukić (bas gitara), Lazar Avramović (klavijatura), Goran Marinković (bubanj) i Ljubiša Živanović Sida (bubanj) koji je u bend došao nakon snimanja prvog albuma. Prvi album koji je nosio naziv ‘Invazija’, objavljen je 1991. a reizdanje ovog albuma objavljeno je 1995 za ‘PGP RTS’. Invazija nije bila aktivna od 1999. do 2006, da bi se zatim vratila na scenu u izmenjenom sastavu. Drugi album, ‘Ničija Zemlja’, objavljen je 2008. izdanju One Records, a bend je završio i rad na trećem studijskom albumu, čiji se izlazak očekuje na proleće 2012. Najpoznatije pesme benda su Večeras, Ne dam, Živana, Minhen '91, Samo tebe volim, Poslednji rez i Do pobede.

## Prvih 25 godina (1986-2011)
Bend Invazija osnovan je u Valjevu 1986. godine i originalni sastav su činili Milomir Mišković (vokal), Željko Vuković Pika (gitara), Željko Lukić (bas gitara), Lazar Avramović(klavijatura), Goran Marinković(bubanj). Naziv u sebi sadrži VA, što označava grad u kome je bend nastao i zato se često piše kao ‘InVAzija’. Invazija je predstavnik starog hard roka, i prevashodno je inspirisana drugim bendovima koji su bili popularni 80-tih i 90-tih godina. Sve pesme su na srpskom jeziku, i Invazija pored grupe Dolar predstavlja najpoznatiji stari valjevski rok bend. Prvi album objavljen je 1991, a pored članova benda na izradi albuma su učestvovali Milan Đurđević, član poznate srpske grupe Neverne Bebe koji je na albumu svirao klavijature i uradio aranžman za pesmu ‘Večeras’ kao i Puniša Zeljković, poznatiji kao Billy King, koji je na albumu otpevao prateće vokale. Album najviše karakterišu jak i specifičan glas vokala, kao i izrsni Pikini rifovi i solaže. Ova postava svirala je širom stare Jugoslavije, ali i u inostranstvu, pa je tako prilikom jednog gostovanja u Minhenu i nastala pesma ‘Minhen 91’. Reizdanje ovog albuma je objavljeno 1995. u saradnji sa PGP-RTS-om, a na albumu su se nalazile sledeće pesme: BG proleće, Sudbina, Ne dam, Živana, Večeras, Minhen '91, Manijak, Okreni broj i Čudna stvar. Nakon snimanja albuma, bend je zbog angažmana u Nevernim Bebama napustio bubnjar Goran Marinković, a na njegovo mesto je došao Ljubiša Živanović Sida.
Godine 1999. bend je prestao da postoji, da bi se ponovo okupio 2006.
Bend je pretrpeo velike promene, i od originalnih članova ostao je samo Milomir Mišković i Ljubiša Živanović Sida, koji inače nije bio u originalnoj postavi benda, ali je sa bendom svirao dosta dugo. Najviše uticaja na bend imao je odlazak gitariste Željka Vukovića Pike, koji je prestao da se aktivno bavi muzikom i posvetio se poslu. Na njegovo mesto došao je Vladimir Đokić Šaja, a basista je postao Saša Stefanović iz poznate valjevske metal grupe Amon Din. Ubrzo nakon toga, početkom 2007. snimljen je i drugi studijski album pod nazivom Ničija Zemlja, koji je objavljen tek u februaru 2008, a izdavač je bio One Records. Na albumu su gostovali Dušan Janković u ulozi klavijaturiste na pesmi ‘Plašim se’, a bubnjeve na čitavom albumu odsvirao je Vladimir Ružičić Kebac, bubnjar još jedne dobro poznate grupe koja svoje korene vuče iz Valjeva, a to su Neverne Bebe. Sve pesme su pisali Miša i Šaja, osim dve koje su nastale u vreme stare Invazije, a to su Mamurna jesen (Ti kad sve prođe) i Prolaze mi dani. Na ovom albumu su se pored ove dve, našle i sledeće pesme: Samo tebe volim, Poslednji rez, Dan bez tebe, Ne brini, Saletova pesma, Vrlo važno i Plašim se. Nakon objavljivanja albuma, bend je imao svirke u Valjevu ali i u drugim gradovima širom Srbije.

## Uvek između i IV (2011-)
Članovi benda su u jesen 2011. počeli snimanje trećeg studijskog albuma pod nazivom 'Uvek između'. Krajem januara 2012. finalizirali su snimanje svog trećeg albuma, na kome se našlo 14 pesama, od toga 9 novih, kao i 5 pesama u unplugged varijanti (4 stare i 1 nova): BG proleće, Večeras, Minhen '91, Ne dam i Pesma za nju.
Album je snimljen kod Kebca u studiju, u Valjevu, a kako je frontmen benda najavio na Fejsbuku, album je trebalo da bude objavljen na proleće 2012. godine. Međutim, zbog privatnih obaveza frontmena album 'Uvek između' je ugledao svetlost dana tek u proleće 2013. godine.
Album je promovisan u nekadašnjem Pubu 'Kebac' u Valjevu (kasnije Medved, danas Haustor Pub) 13. septembra 2013. Tokom 2014. godine, snimaju spotove za pesme 'Do pobede', 'Pesma za nju' i 'Opravdano odsutan'.
Narednih godina, sviraju tek nekoliko puta godišnje, uglavnom u Valjevu po rock kafićima, iz razloga što u vrhuncu karijere nisu stekli nekakvu reputaciju da budu poznati širom bivše Jugoslavije, a isto tako i zbog toga što Miša tokom godine živi i radi u Nemačkoj.
U januaru 2014. godine, Miša je na Facebook stranici Invazije najavio da su počeli sa pisanjem pesama za novi album. Ništa više nije bilo poznato o novom albumu sve do 2019. U međuvremenu je bilo nagađanja da će album biti objavljen do 2018. godine.
Nakon koncerta Invazije u kultnom kafeu 'Abraš klub' u Valjevu 2. februara 2019. godine, članovi benda su se zatvorili u studio 'Kebac' u Tešnjaru i počeli sa snimanjem novog albuma. Bas gitaru će svirati Jovan Torbica, dok će bubnjeve ponovo svirati Vladimir Ružičić Kebac.
14. januara 2020. Miša je na Facebook-u objavio teaser za remake pesme "Poslednji rez", time postoje naznake da će se na novom albumu naći i nekoliko starih pesama u novom maniru, slično kao i na prethodnom albumu.
15. septembra 2021, na 35. rođendan grupe, najavljen je novi album koji je bio prvobitno najavljen za kraj oktobra u izdanju PGP-RTS.
17. decembra 2021. objavljen je četvrti studijski album pod simboličnim nazivom "IV". Na albumu se ukupno nalazi devet pesama, od kojih je šest potpuno novih, dve pesme su obrade pesama sa albuma "Ničija zemlja" u akustičnom maniru, dok je pesma "Prava ljubav" nova verzija pesme koja se prvobitno našla na EP-u "Živana".

## Diskografija
| Godina | Naziv         | Izdavač               |
| ------ | ------------- | --------------------- |
| 1988   | Živana (EP)   | Ćao Sound             |
| 1995   | Invazija      | PGP RTS               |
| 2008   | Ničija zemlja | One Records           |
| 2013   | Uvek između   | Kulturni Centar Šabac |
| 2021   | IV            | PGP RTS               |

## Članovi benda

### Originalna postava
- Milomir Mišković - vokal
- Željko Vuković Pika - gitara
- Goran Lukić - gitara
- Lazar Avramović - klavijatura
- Goran Marinković – bubanj
- Dejan Đilas - bas gitara

### Trenutna postava
- Milomir Mišković - vokal
- Vladimir Đokić Šaja - gitara
- Darko Vujetić - bubanj
- Bora Branković - bas gitara

## Spoljašnje veze
- Zvanična Fejsbuk prezentacija
- Zvanična MySpace prezentacija
- Intervju sa frontmenom benda Invazija[мртва веза]